# Jiří Kadeřábek (skladatel)
Jiří Kadeřábek (* 14. dubna 1978 Zlín) je český hudební skladatel.

## Život
Narodil se 14. dubna 1978 ve Zlíně do umělecky založené rodiny. Velký vliv na něj zpočátku měla také silná a živá folklorní tradice tohoto regionu. Hrál, zpíval a později skládal jazzovou, rockovou a populární hudbu. Věnoval se též literární, výtvarné, scénické a filmové tvorbě.
Po přestěhování do Prahy studoval převážně nonartificiální skladbu a klavír na Konzervatoři Jaroslava Ježka a poté již výlučně artificiální skladbu na Akademii múzických umění, kde v roce 2012 získal titul Ph.D. Během studia se zúčastnil několika skladatelských workshopů, rezidencí a soukromých konzultací v České republice a zahraničí; zejména pak v roce 2005 tříměsíční rezidence pro skladatele La Sacem v Paříži, díky níž se seznámil s nejnovějšími kompozičními metodami a technologiemi. Stipendium Erasmus na Královské konzervatoři v Haagu ve školním roce 2008-2009 pro něj znamenalo určité ohlédnutí a začlenění dřívějších tvůrčích i interpretačních zkušeností do multižánrových a multimediálních skladeb. Následující rok pak na pozvání a pod vedením Tristana Muraila strávil jako Fulbright Scholar na Kolumbijské univerzitě v New Yorku, kde od té doby získává různé příležitosti k uplatnění jako skladatel i dirigent. V roce 2016 absolvoval měsíční CEEC Composers' Field Trip napříč Čínou, což vyústilo ve tvorbu pro soubory a orchestry tradičních čínských nástrojů, stejně jako obecně inspiraci orientální kulturou.

## Tvorba
Ve své tvorbě Kadeřábek konfrontuje různé kompoziční přístupy, využívá techniky počítačem podporované skladby a integruje principy nebo fragmenty historické, stejně jako jazzové, popové a rockové hudby. Často pracuje s mikrointervaly, dále s nahranými reálnými zvuky, zakomponovanými do hudební struktury. V neposlední řadě také s různými divadelními prvky.
Roku 2010 nahrál BBC Symphony Orchestra s dirigentem Jiřím Bělohlávkem Kadeřábkovu skladbu In me la morte. Stejný orchestr a dirigent pak uvedli Kadeřábkovu skladbu C, nejprve na podzim 2011 v Barbican Centru v Londýně a poté na festivalu Pražské Jaro 2012. V roce 2013 složil Kadeřábek operu Kafkovy ženy, ke které napsala libreto Milena Jelínková. Tu ještě nedokončenou představila Center for Contemporary Opera v červenci 2013 v New Yorku.
V březnu roku 2017 uvedlo Národní divadlo v Praze Kadeřábkovu operu Žádný člověk . Nastudována byla samotným skladatelem a pod jeho řízením zůstala v repertoáru divadla i v následujících sezónách. Tato inscenace byla rovněž uvedena ve dvou reprízách na festivalu Globale v Brémách a filmově zaznamenána režisérem Radimem Filipcem.
V roce 2010 měla v Divadle Minor premiéru divadelní hra pro děti Broučci, ke které složil hudbu. Spolupráce pokračovala v roce 2011 ve hře Kocourkov, kde se spolu s dalšími dvěma hudebními skladateli kromě hudby též vystupoval v roli hudebního skladatele.